# Богданова — Сороки тема
Те́ма Богданова — Сороки (шахи) — тема в шаховій композиції. Суть теми — будь-яка форма реалізації теми капризу з чергуванням функцій в грі фігур, які протидіють цьому капризу.

## Історія

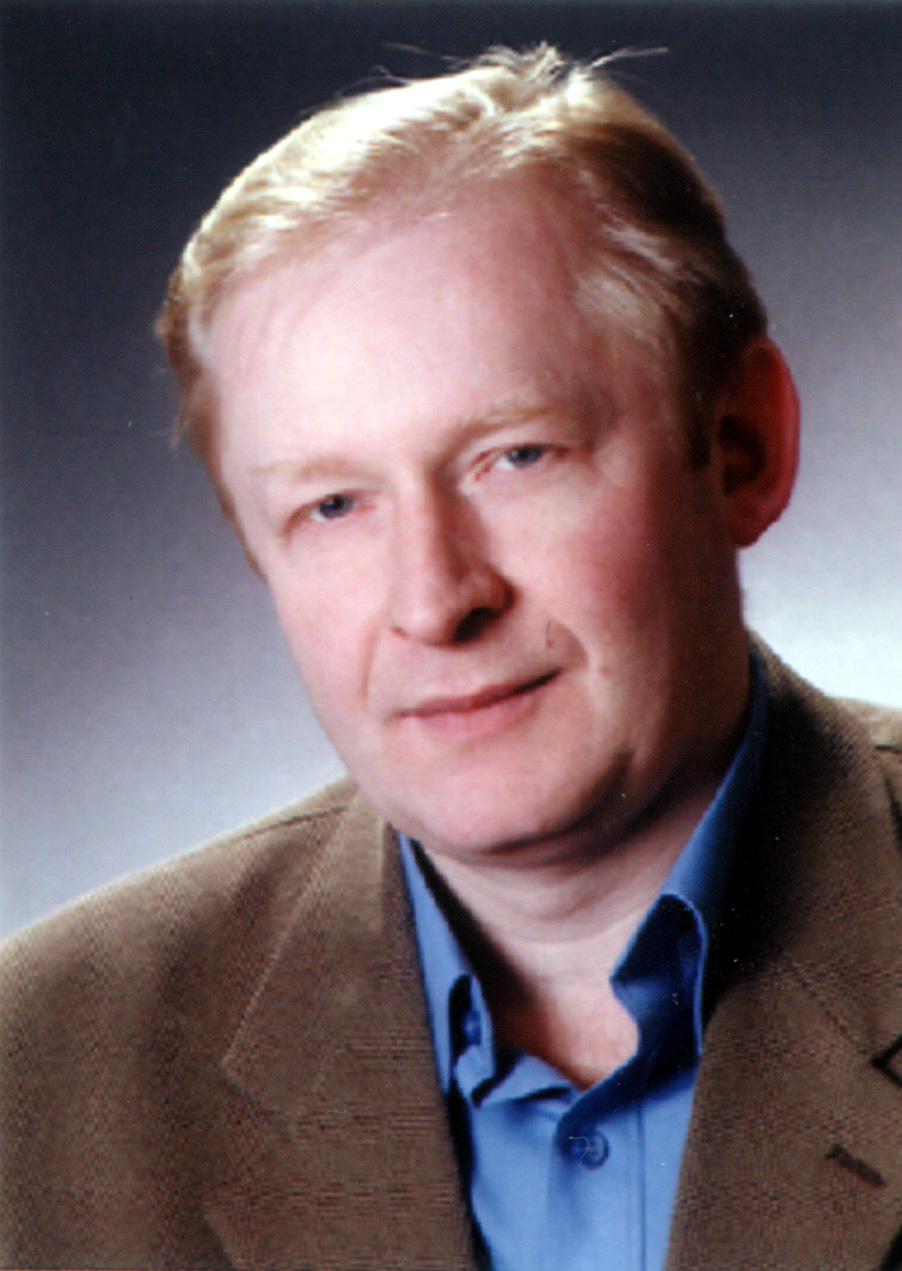
І. I. Сорока

Ідею запропонували в 1985 році шахові композитори зі Львова — міжнародний гросмейстер Євген Богданов  (27.02.1952 — 30.10.2010) та міжнародний гросмейстер Іван Сорока (29.03.1960).
В задачах на цю ідею проходить тема капризу в синтезі з чергуванням переміни функцій захисту чорних фігур.
В журналі «Шаховий Леополіс» № 28 за 2007 рік Євген Богданов описав цю ідею і дав їй назву — тема Богданова — Сороки.
|   | a | b | c | d | e | f | g | h |   |
| 8 | f8 білий ферзь · h8 білий король · d7 білий кінь · b6 білий слон · c6 чорний пішак · d6 білий пішак · e6 чорний пішак · h6 біла тура · a5 чорна тура · d5 чорний король · e5 білий кінь · g5 чорний пішак · b4 білий пішак · c4 біла тура · d4 чорний кінь · e4 чорний пішак · g4 чорний пішак · d3 чорна тура · f3 білий пішак · e2 білий пішак · b1 білий слон · c1 чорний кінь · g1 чорний слон | f8 білий ферзь · h8 білий король · d7 білий кінь · b6 білий слон · c6 чорний пішак · d6 білий пішак · e6 чорний пішак · h6 біла тура · a5 чорна тура · d5 чорний король · e5 білий кінь · g5 чорний пішак · b4 білий пішак · c4 біла тура · d4 чорний кінь · e4 чорний пішак · g4 чорний пішак · d3 чорна тура · f3 білий пішак · e2 білий пішак · b1 білий слон · c1 чорний кінь · g1 чорний слон | f8 білий ферзь · h8 білий король · d7 білий кінь · b6 білий слон · c6 чорний пішак · d6 білий пішак · e6 чорний пішак · h6 біла тура · a5 чорна тура · d5 чорний король · e5 білий кінь · g5 чорний пішак · b4 білий пішак · c4 біла тура · d4 чорний кінь · e4 чорний пішак · g4 чорний пішак · d3 чорна тура · f3 білий пішак · e2 білий пішак · b1 білий слон · c1 чорний кінь · g1 чорний слон | f8 білий ферзь · h8 білий король · d7 білий кінь · b6 білий слон · c6 чорний пішак · d6 білий пішак · e6 чорний пішак · h6 біла тура · a5 чорна тура · d5 чорний король · e5 білий кінь · g5 чорний пішак · b4 білий пішак · c4 біла тура · d4 чорний кінь · e4 чорний пішак · g4 чорний пішак · d3 чорна тура · f3 білий пішак · e2 білий пішак · b1 білий слон · c1 чорний кінь · g1 чорний слон | f8 білий ферзь · h8 білий король · d7 білий кінь · b6 білий слон · c6 чорний пішак · d6 білий пішак · e6 чорний пішак · h6 біла тура · a5 чорна тура · d5 чорний король · e5 білий кінь · g5 чорний пішак · b4 білий пішак · c4 біла тура · d4 чорний кінь · e4 чорний пішак · g4 чорний пішак · d3 чорна тура · f3 білий пішак · e2 білий пішак · b1 білий слон · c1 чорний кінь · g1 чорний слон | f8 білий ферзь · h8 білий король · d7 білий кінь · b6 білий слон · c6 чорний пішак · d6 білий пішак · e6 чорний пішак · h6 біла тура · a5 чорна тура · d5 чорний король · e5 білий кінь · g5 чорний пішак · b4 білий пішак · c4 біла тура · d4 чорний кінь · e4 чорний пішак · g4 чорний пішак · d3 чорна тура · f3 білий пішак · e2 білий пішак · b1 білий слон · c1 чорний кінь · g1 чорний слон | f8 білий ферзь · h8 білий король · d7 білий кінь · b6 білий слон · c6 чорний пішак · d6 білий пішак · e6 чорний пішак · h6 біла тура · a5 чорна тура · d5 чорний король · e5 білий кінь · g5 чорний пішак · b4 білий пішак · c4 біла тура · d4 чорний кінь · e4 чорний пішак · g4 чорний пішак · d3 чорна тура · f3 білий пішак · e2 білий пішак · b1 білий слон · c1 чорний кінь · g1 чорний слон | f8 білий ферзь · h8 білий король · d7 білий кінь · b6 білий слон · c6 чорний пішак · d6 білий пішак · e6 чорний пішак · h6 біла тура · a5 чорна тура · d5 чорний король · e5 білий кінь · g5 чорний пішак · b4 білий пішак · c4 біла тура · d4 чорний кінь · e4 чорний пішак · g4 чорний пішак · d3 чорна тура · f3 білий пішак · e2 білий пішак · b1 білий слон · c1 чорний кінь · g1 чорний слон | 8 |
| 7 | f8 білий ферзь · h8 білий король · d7 білий кінь · b6 білий слон · c6 чорний пішак · d6 білий пішак · e6 чорний пішак · h6 біла тура · a5 чорна тура · d5 чорний король · e5 білий кінь · g5 чорний пішак · b4 білий пішак · c4 біла тура · d4 чорний кінь · e4 чорний пішак · g4 чорний пішак · d3 чорна тура · f3 білий пішак · e2 білий пішак · b1 білий слон · c1 чорний кінь · g1 чорний слон | f8 білий ферзь · h8 білий король · d7 білий кінь · b6 білий слон · c6 чорний пішак · d6 білий пішак · e6 чорний пішак · h6 біла тура · a5 чорна тура · d5 чорний король · e5 білий кінь · g5 чорний пішак · b4 білий пішак · c4 біла тура · d4 чорний кінь · e4 чорний пішак · g4 чорний пішак · d3 чорна тура · f3 білий пішак · e2 білий пішак · b1 білий слон · c1 чорний кінь · g1 чорний слон | f8 білий ферзь · h8 білий король · d7 білий кінь · b6 білий слон · c6 чорний пішак · d6 білий пішак · e6 чорний пішак · h6 біла тура · a5 чорна тура · d5 чорний король · e5 білий кінь · g5 чорний пішак · b4 білий пішак · c4 біла тура · d4 чорний кінь · e4 чорний пішак · g4 чорний пішак · d3 чорна тура · f3 білий пішак · e2 білий пішак · b1 білий слон · c1 чорний кінь · g1 чорний слон | f8 білий ферзь · h8 білий король · d7 білий кінь · b6 білий слон · c6 чорний пішак · d6 білий пішак · e6 чорний пішак · h6 біла тура · a5 чорна тура · d5 чорний король · e5 білий кінь · g5 чорний пішак · b4 білий пішак · c4 біла тура · d4 чорний кінь · e4 чорний пішак · g4 чорний пішак · d3 чорна тура · f3 білий пішак · e2 білий пішак · b1 білий слон · c1 чорний кінь · g1 чорний слон | f8 білий ферзь · h8 білий король · d7 білий кінь · b6 білий слон · c6 чорний пішак · d6 білий пішак · e6 чорний пішак · h6 біла тура · a5 чорна тура · d5 чорний король · e5 білий кінь · g5 чорний пішак · b4 білий пішак · c4 біла тура · d4 чорний кінь · e4 чорний пішак · g4 чорний пішак · d3 чорна тура · f3 білий пішак · e2 білий пішак · b1 білий слон · c1 чорний кінь · g1 чорний слон | f8 білий ферзь · h8 білий король · d7 білий кінь · b6 білий слон · c6 чорний пішак · d6 білий пішак · e6 чорний пішак · h6 біла тура · a5 чорна тура · d5 чорний король · e5 білий кінь · g5 чорний пішак · b4 білий пішак · c4 біла тура · d4 чорний кінь · e4 чорний пішак · g4 чорний пішак · d3 чорна тура · f3 білий пішак · e2 білий пішак · b1 білий слон · c1 чорний кінь · g1 чорний слон | f8 білий ферзь · h8 білий король · d7 білий кінь · b6 білий слон · c6 чорний пішак · d6 білий пішак · e6 чорний пішак · h6 біла тура · a5 чорна тура · d5 чорний король · e5 білий кінь · g5 чорний пішак · b4 білий пішак · c4 біла тура · d4 чорний кінь · e4 чорний пішак · g4 чорний пішак · d3 чорна тура · f3 білий пішак · e2 білий пішак · b1 білий слон · c1 чорний кінь · g1 чорний слон | f8 білий ферзь · h8 білий король · d7 білий кінь · b6 білий слон · c6 чорний пішак · d6 білий пішак · e6 чорний пішак · h6 біла тура · a5 чорна тура · d5 чорний король · e5 білий кінь · g5 чорний пішак · b4 білий пішак · c4 біла тура · d4 чорний кінь · e4 чорний пішак · g4 чорний пішак · d3 чорна тура · f3 білий пішак · e2 білий пішак · b1 білий слон · c1 чорний кінь · g1 чорний слон | 7 |
| 6 | f8 білий ферзь · h8 білий король · d7 білий кінь · b6 білий слон · c6 чорний пішак · d6 білий пішак · e6 чорний пішак · h6 біла тура · a5 чорна тура · d5 чорний король · e5 білий кінь · g5 чорний пішак · b4 білий пішак · c4 біла тура · d4 чорний кінь · e4 чорний пішак · g4 чорний пішак · d3 чорна тура · f3 білий пішак · e2 білий пішак · b1 білий слон · c1 чорний кінь · g1 чорний слон | f8 білий ферзь · h8 білий король · d7 білий кінь · b6 білий слон · c6 чорний пішак · d6 білий пішак · e6 чорний пішак · h6 біла тура · a5 чорна тура · d5 чорний король · e5 білий кінь · g5 чорний пішак · b4 білий пішак · c4 біла тура · d4 чорний кінь · e4 чорний пішак · g4 чорний пішак · d3 чорна тура · f3 білий пішак · e2 білий пішак · b1 білий слон · c1 чорний кінь · g1 чорний слон | f8 білий ферзь · h8 білий король · d7 білий кінь · b6 білий слон · c6 чорний пішак · d6 білий пішак · e6 чорний пішак · h6 біла тура · a5 чорна тура · d5 чорний король · e5 білий кінь · g5 чорний пішак · b4 білий пішак · c4 біла тура · d4 чорний кінь · e4 чорний пішак · g4 чорний пішак · d3 чорна тура · f3 білий пішак · e2 білий пішак · b1 білий слон · c1 чорний кінь · g1 чорний слон | f8 білий ферзь · h8 білий король · d7 білий кінь · b6 білий слон · c6 чорний пішак · d6 білий пішак · e6 чорний пішак · h6 біла тура · a5 чорна тура · d5 чорний король · e5 білий кінь · g5 чорний пішак · b4 білий пішак · c4 біла тура · d4 чорний кінь · e4 чорний пішак · g4 чорний пішак · d3 чорна тура · f3 білий пішак · e2 білий пішак · b1 білий слон · c1 чорний кінь · g1 чорний слон | f8 білий ферзь · h8 білий король · d7 білий кінь · b6 білий слон · c6 чорний пішак · d6 білий пішак · e6 чорний пішак · h6 біла тура · a5 чорна тура · d5 чорний король · e5 білий кінь · g5 чорний пішак · b4 білий пішак · c4 біла тура · d4 чорний кінь · e4 чорний пішак · g4 чорний пішак · d3 чорна тура · f3 білий пішак · e2 білий пішак · b1 білий слон · c1 чорний кінь · g1 чорний слон | f8 білий ферзь · h8 білий король · d7 білий кінь · b6 білий слон · c6 чорний пішак · d6 білий пішак · e6 чорний пішак · h6 біла тура · a5 чорна тура · d5 чорний король · e5 білий кінь · g5 чорний пішак · b4 білий пішак · c4 біла тура · d4 чорний кінь · e4 чорний пішак · g4 чорний пішак · d3 чорна тура · f3 білий пішак · e2 білий пішак · b1 білий слон · c1 чорний кінь · g1 чорний слон | f8 білий ферзь · h8 білий король · d7 білий кінь · b6 білий слон · c6 чорний пішак · d6 білий пішак · e6 чорний пішак · h6 біла тура · a5 чорна тура · d5 чорний король · e5 білий кінь · g5 чорний пішак · b4 білий пішак · c4 біла тура · d4 чорний кінь · e4 чорний пішак · g4 чорний пішак · d3 чорна тура · f3 білий пішак · e2 білий пішак · b1 білий слон · c1 чорний кінь · g1 чорний слон | f8 білий ферзь · h8 білий король · d7 білий кінь · b6 білий слон · c6 чорний пішак · d6 білий пішак · e6 чорний пішак · h6 біла тура · a5 чорна тура · d5 чорний король · e5 білий кінь · g5 чорний пішак · b4 білий пішак · c4 біла тура · d4 чорний кінь · e4 чорний пішак · g4 чорний пішак · d3 чорна тура · f3 білий пішак · e2 білий пішак · b1 білий слон · c1 чорний кінь · g1 чорний слон | 6 |
| 5 | f8 білий ферзь · h8 білий король · d7 білий кінь · b6 білий слон · c6 чорний пішак · d6 білий пішак · e6 чорний пішак · h6 біла тура · a5 чорна тура · d5 чорний король · e5 білий кінь · g5 чорний пішак · b4 білий пішак · c4 біла тура · d4 чорний кінь · e4 чорний пішак · g4 чорний пішак · d3 чорна тура · f3 білий пішак · e2 білий пішак · b1 білий слон · c1 чорний кінь · g1 чорний слон | f8 білий ферзь · h8 білий король · d7 білий кінь · b6 білий слон · c6 чорний пішак · d6 білий пішак · e6 чорний пішак · h6 біла тура · a5 чорна тура · d5 чорний король · e5 білий кінь · g5 чорний пішак · b4 білий пішак · c4 біла тура · d4 чорний кінь · e4 чорний пішак · g4 чорний пішак · d3 чорна тура · f3 білий пішак · e2 білий пішак · b1 білий слон · c1 чорний кінь · g1 чорний слон | f8 білий ферзь · h8 білий король · d7 білий кінь · b6 білий слон · c6 чорний пішак · d6 білий пішак · e6 чорний пішак · h6 біла тура · a5 чорна тура · d5 чорний король · e5 білий кінь · g5 чорний пішак · b4 білий пішак · c4 біла тура · d4 чорний кінь · e4 чорний пішак · g4 чорний пішак · d3 чорна тура · f3 білий пішак · e2 білий пішак · b1 білий слон · c1 чорний кінь · g1 чорний слон | f8 білий ферзь · h8 білий король · d7 білий кінь · b6 білий слон · c6 чорний пішак · d6 білий пішак · e6 чорний пішак · h6 біла тура · a5 чорна тура · d5 чорний король · e5 білий кінь · g5 чорний пішак · b4 білий пішак · c4 біла тура · d4 чорний кінь · e4 чорний пішак · g4 чорний пішак · d3 чорна тура · f3 білий пішак · e2 білий пішак · b1 білий слон · c1 чорний кінь · g1 чорний слон | f8 білий ферзь · h8 білий король · d7 білий кінь · b6 білий слон · c6 чорний пішак · d6 білий пішак · e6 чорний пішак · h6 біла тура · a5 чорна тура · d5 чорний король · e5 білий кінь · g5 чорний пішак · b4 білий пішак · c4 біла тура · d4 чорний кінь · e4 чорний пішак · g4 чорний пішак · d3 чорна тура · f3 білий пішак · e2 білий пішак · b1 білий слон · c1 чорний кінь · g1 чорний слон | f8 білий ферзь · h8 білий король · d7 білий кінь · b6 білий слон · c6 чорний пішак · d6 білий пішак · e6 чорний пішак · h6 біла тура · a5 чорна тура · d5 чорний король · e5 білий кінь · g5 чорний пішак · b4 білий пішак · c4 біла тура · d4 чорний кінь · e4 чорний пішак · g4 чорний пішак · d3 чорна тура · f3 білий пішак · e2 білий пішак · b1 білий слон · c1 чорний кінь · g1 чорний слон | f8 білий ферзь · h8 білий король · d7 білий кінь · b6 білий слон · c6 чорний пішак · d6 білий пішак · e6 чорний пішак · h6 біла тура · a5 чорна тура · d5 чорний король · e5 білий кінь · g5 чорний пішак · b4 білий пішак · c4 біла тура · d4 чорний кінь · e4 чорний пішак · g4 чорний пішак · d3 чорна тура · f3 білий пішак · e2 білий пішак · b1 білий слон · c1 чорний кінь · g1 чорний слон | f8 білий ферзь · h8 білий король · d7 білий кінь · b6 білий слон · c6 чорний пішак · d6 білий пішак · e6 чорний пішак · h6 біла тура · a5 чорна тура · d5 чорний король · e5 білий кінь · g5 чорний пішак · b4 білий пішак · c4 біла тура · d4 чорний кінь · e4 чорний пішак · g4 чорний пішак · d3 чорна тура · f3 білий пішак · e2 білий пішак · b1 білий слон · c1 чорний кінь · g1 чорний слон | 5 |
| 4 | f8 білий ферзь · h8 білий король · d7 білий кінь · b6 білий слон · c6 чорний пішак · d6 білий пішак · e6 чорний пішак · h6 біла тура · a5 чорна тура · d5 чорний король · e5 білий кінь · g5 чорний пішак · b4 білий пішак · c4 біла тура · d4 чорний кінь · e4 чорний пішак · g4 чорний пішак · d3 чорна тура · f3 білий пішак · e2 білий пішак · b1 білий слон · c1 чорний кінь · g1 чорний слон | f8 білий ферзь · h8 білий король · d7 білий кінь · b6 білий слон · c6 чорний пішак · d6 білий пішак · e6 чорний пішак · h6 біла тура · a5 чорна тура · d5 чорний король · e5 білий кінь · g5 чорний пішак · b4 білий пішак · c4 біла тура · d4 чорний кінь · e4 чорний пішак · g4 чорний пішак · d3 чорна тура · f3 білий пішак · e2 білий пішак · b1 білий слон · c1 чорний кінь · g1 чорний слон | f8 білий ферзь · h8 білий король · d7 білий кінь · b6 білий слон · c6 чорний пішак · d6 білий пішак · e6 чорний пішак · h6 біла тура · a5 чорна тура · d5 чорний король · e5 білий кінь · g5 чорний пішак · b4 білий пішак · c4 біла тура · d4 чорний кінь · e4 чорний пішак · g4 чорний пішак · d3 чорна тура · f3 білий пішак · e2 білий пішак · b1 білий слон · c1 чорний кінь · g1 чорний слон | f8 білий ферзь · h8 білий король · d7 білий кінь · b6 білий слон · c6 чорний пішак · d6 білий пішак · e6 чорний пішак · h6 біла тура · a5 чорна тура · d5 чорний король · e5 білий кінь · g5 чорний пішак · b4 білий пішак · c4 біла тура · d4 чорний кінь · e4 чорний пішак · g4 чорний пішак · d3 чорна тура · f3 білий пішак · e2 білий пішак · b1 білий слон · c1 чорний кінь · g1 чорний слон | f8 білий ферзь · h8 білий король · d7 білий кінь · b6 білий слон · c6 чорний пішак · d6 білий пішак · e6 чорний пішак · h6 біла тура · a5 чорна тура · d5 чорний король · e5 білий кінь · g5 чорний пішак · b4 білий пішак · c4 біла тура · d4 чорний кінь · e4 чорний пішак · g4 чорний пішак · d3 чорна тура · f3 білий пішак · e2 білий пішак · b1 білий слон · c1 чорний кінь · g1 чорний слон | f8 білий ферзь · h8 білий король · d7 білий кінь · b6 білий слон · c6 чорний пішак · d6 білий пішак · e6 чорний пішак · h6 біла тура · a5 чорна тура · d5 чорний король · e5 білий кінь · g5 чорний пішак · b4 білий пішак · c4 біла тура · d4 чорний кінь · e4 чорний пішак · g4 чорний пішак · d3 чорна тура · f3 білий пішак · e2 білий пішак · b1 білий слон · c1 чорний кінь · g1 чорний слон | f8 білий ферзь · h8 білий король · d7 білий кінь · b6 білий слон · c6 чорний пішак · d6 білий пішак · e6 чорний пішак · h6 біла тура · a5 чорна тура · d5 чорний король · e5 білий кінь · g5 чорний пішак · b4 білий пішак · c4 біла тура · d4 чорний кінь · e4 чорний пішак · g4 чорний пішак · d3 чорна тура · f3 білий пішак · e2 білий пішак · b1 білий слон · c1 чорний кінь · g1 чорний слон | f8 білий ферзь · h8 білий король · d7 білий кінь · b6 білий слон · c6 чорний пішак · d6 білий пішак · e6 чорний пішак · h6 біла тура · a5 чорна тура · d5 чорний король · e5 білий кінь · g5 чорний пішак · b4 білий пішак · c4 біла тура · d4 чорний кінь · e4 чорний пішак · g4 чорний пішак · d3 чорна тура · f3 білий пішак · e2 білий пішак · b1 білий слон · c1 чорний кінь · g1 чорний слон | 4 |
| 3 | f8 білий ферзь · h8 білий король · d7 білий кінь · b6 білий слон · c6 чорний пішак · d6 білий пішак · e6 чорний пішак · h6 біла тура · a5 чорна тура · d5 чорний король · e5 білий кінь · g5 чорний пішак · b4 білий пішак · c4 біла тура · d4 чорний кінь · e4 чорний пішак · g4 чорний пішак · d3 чорна тура · f3 білий пішак · e2 білий пішак · b1 білий слон · c1 чорний кінь · g1 чорний слон | f8 білий ферзь · h8 білий король · d7 білий кінь · b6 білий слон · c6 чорний пішак · d6 білий пішак · e6 чорний пішак · h6 біла тура · a5 чорна тура · d5 чорний король · e5 білий кінь · g5 чорний пішак · b4 білий пішак · c4 біла тура · d4 чорний кінь · e4 чорний пішак · g4 чорний пішак · d3 чорна тура · f3 білий пішак · e2 білий пішак · b1 білий слон · c1 чорний кінь · g1 чорний слон | f8 білий ферзь · h8 білий король · d7 білий кінь · b6 білий слон · c6 чорний пішак · d6 білий пішак · e6 чорний пішак · h6 біла тура · a5 чорна тура · d5 чорний король · e5 білий кінь · g5 чорний пішак · b4 білий пішак · c4 біла тура · d4 чорний кінь · e4 чорний пішак · g4 чорний пішак · d3 чорна тура · f3 білий пішак · e2 білий пішак · b1 білий слон · c1 чорний кінь · g1 чорний слон | f8 білий ферзь · h8 білий король · d7 білий кінь · b6 білий слон · c6 чорний пішак · d6 білий пішак · e6 чорний пішак · h6 біла тура · a5 чорна тура · d5 чорний король · e5 білий кінь · g5 чорний пішак · b4 білий пішак · c4 біла тура · d4 чорний кінь · e4 чорний пішак · g4 чорний пішак · d3 чорна тура · f3 білий пішак · e2 білий пішак · b1 білий слон · c1 чорний кінь · g1 чорний слон | f8 білий ферзь · h8 білий король · d7 білий кінь · b6 білий слон · c6 чорний пішак · d6 білий пішак · e6 чорний пішак · h6 біла тура · a5 чорна тура · d5 чорний король · e5 білий кінь · g5 чорний пішак · b4 білий пішак · c4 біла тура · d4 чорний кінь · e4 чорний пішак · g4 чорний пішак · d3 чорна тура · f3 білий пішак · e2 білий пішак · b1 білий слон · c1 чорний кінь · g1 чорний слон | f8 білий ферзь · h8 білий король · d7 білий кінь · b6 білий слон · c6 чорний пішак · d6 білий пішак · e6 чорний пішак · h6 біла тура · a5 чорна тура · d5 чорний король · e5 білий кінь · g5 чорний пішак · b4 білий пішак · c4 біла тура · d4 чорний кінь · e4 чорний пішак · g4 чорний пішак · d3 чорна тура · f3 білий пішак · e2 білий пішак · b1 білий слон · c1 чорний кінь · g1 чорний слон | f8 білий ферзь · h8 білий король · d7 білий кінь · b6 білий слон · c6 чорний пішак · d6 білий пішак · e6 чорний пішак · h6 біла тура · a5 чорна тура · d5 чорний король · e5 білий кінь · g5 чорний пішак · b4 білий пішак · c4 біла тура · d4 чорний кінь · e4 чорний пішак · g4 чорний пішак · d3 чорна тура · f3 білий пішак · e2 білий пішак · b1 білий слон · c1 чорний кінь · g1 чорний слон | f8 білий ферзь · h8 білий король · d7 білий кінь · b6 білий слон · c6 чорний пішак · d6 білий пішак · e6 чорний пішак · h6 біла тура · a5 чорна тура · d5 чорний король · e5 білий кінь · g5 чорний пішак · b4 білий пішак · c4 біла тура · d4 чорний кінь · e4 чорний пішак · g4 чорний пішак · d3 чорна тура · f3 білий пішак · e2 білий пішак · b1 білий слон · c1 чорний кінь · g1 чорний слон | 3 |
| 2 | f8 білий ферзь · h8 білий король · d7 білий кінь · b6 білий слон · c6 чорний пішак · d6 білий пішак · e6 чорний пішак · h6 біла тура · a5 чорна тура · d5 чорний король · e5 білий кінь · g5 чорний пішак · b4 білий пішак · c4 біла тура · d4 чорний кінь · e4 чорний пішак · g4 чорний пішак · d3 чорна тура · f3 білий пішак · e2 білий пішак · b1 білий слон · c1 чорний кінь · g1 чорний слон | f8 білий ферзь · h8 білий король · d7 білий кінь · b6 білий слон · c6 чорний пішак · d6 білий пішак · e6 чорний пішак · h6 біла тура · a5 чорна тура · d5 чорний король · e5 білий кінь · g5 чорний пішак · b4 білий пішак · c4 біла тура · d4 чорний кінь · e4 чорний пішак · g4 чорний пішак · d3 чорна тура · f3 білий пішак · e2 білий пішак · b1 білий слон · c1 чорний кінь · g1 чорний слон | f8 білий ферзь · h8 білий король · d7 білий кінь · b6 білий слон · c6 чорний пішак · d6 білий пішак · e6 чорний пішак · h6 біла тура · a5 чорна тура · d5 чорний король · e5 білий кінь · g5 чорний пішак · b4 білий пішак · c4 біла тура · d4 чорний кінь · e4 чорний пішак · g4 чорний пішак · d3 чорна тура · f3 білий пішак · e2 білий пішак · b1 білий слон · c1 чорний кінь · g1 чорний слон | f8 білий ферзь · h8 білий король · d7 білий кінь · b6 білий слон · c6 чорний пішак · d6 білий пішак · e6 чорний пішак · h6 біла тура · a5 чорна тура · d5 чорний король · e5 білий кінь · g5 чорний пішак · b4 білий пішак · c4 біла тура · d4 чорний кінь · e4 чорний пішак · g4 чорний пішак · d3 чорна тура · f3 білий пішак · e2 білий пішак · b1 білий слон · c1 чорний кінь · g1 чорний слон | f8 білий ферзь · h8 білий король · d7 білий кінь · b6 білий слон · c6 чорний пішак · d6 білий пішак · e6 чорний пішак · h6 біла тура · a5 чорна тура · d5 чорний король · e5 білий кінь · g5 чорний пішак · b4 білий пішак · c4 біла тура · d4 чорний кінь · e4 чорний пішак · g4 чорний пішак · d3 чорна тура · f3 білий пішак · e2 білий пішак · b1 білий слон · c1 чорний кінь · g1 чорний слон | f8 білий ферзь · h8 білий король · d7 білий кінь · b6 білий слон · c6 чорний пішак · d6 білий пішак · e6 чорний пішак · h6 біла тура · a5 чорна тура · d5 чорний король · e5 білий кінь · g5 чорний пішак · b4 білий пішак · c4 біла тура · d4 чорний кінь · e4 чорний пішак · g4 чорний пішак · d3 чорна тура · f3 білий пішак · e2 білий пішак · b1 білий слон · c1 чорний кінь · g1 чорний слон | f8 білий ферзь · h8 білий король · d7 білий кінь · b6 білий слон · c6 чорний пішак · d6 білий пішак · e6 чорний пішак · h6 біла тура · a5 чорна тура · d5 чорний король · e5 білий кінь · g5 чорний пішак · b4 білий пішак · c4 біла тура · d4 чорний кінь · e4 чорний пішак · g4 чорний пішак · d3 чорна тура · f3 білий пішак · e2 білий пішак · b1 білий слон · c1 чорний кінь · g1 чорний слон | f8 білий ферзь · h8 білий король · d7 білий кінь · b6 білий слон · c6 чорний пішак · d6 білий пішак · e6 чорний пішак · h6 біла тура · a5 чорна тура · d5 чорний король · e5 білий кінь · g5 чорний пішак · b4 білий пішак · c4 біла тура · d4 чорний кінь · e4 чорний пішак · g4 чорний пішак · d3 чорна тура · f3 білий пішак · e2 білий пішак · b1 білий слон · c1 чорний кінь · g1 чорний слон | 2 |
| 1 | f8 білий ферзь · h8 білий король · d7 білий кінь · b6 білий слон · c6 чорний пішак · d6 білий пішак · e6 чорний пішак · h6 біла тура · a5 чорна тура · d5 чорний король · e5 білий кінь · g5 чорний пішак · b4 білий пішак · c4 біла тура · d4 чорний кінь · e4 чорний пішак · g4 чорний пішак · d3 чорна тура · f3 білий пішак · e2 білий пішак · b1 білий слон · c1 чорний кінь · g1 чорний слон | f8 білий ферзь · h8 білий король · d7 білий кінь · b6 білий слон · c6 чорний пішак · d6 білий пішак · e6 чорний пішак · h6 біла тура · a5 чорна тура · d5 чорний король · e5 білий кінь · g5 чорний пішак · b4 білий пішак · c4 біла тура · d4 чорний кінь · e4 чорний пішак · g4 чорний пішак · d3 чорна тура · f3 білий пішак · e2 білий пішак · b1 білий слон · c1 чорний кінь · g1 чорний слон | f8 білий ферзь · h8 білий король · d7 білий кінь · b6 білий слон · c6 чорний пішак · d6 білий пішак · e6 чорний пішак · h6 біла тура · a5 чорна тура · d5 чорний король · e5 білий кінь · g5 чорний пішак · b4 білий пішак · c4 біла тура · d4 чорний кінь · e4 чорний пішак · g4 чорний пішак · d3 чорна тура · f3 білий пішак · e2 білий пішак · b1 білий слон · c1 чорний кінь · g1 чорний слон | f8 білий ферзь · h8 білий король · d7 білий кінь · b6 білий слон · c6 чорний пішак · d6 білий пішак · e6 чорний пішак · h6 біла тура · a5 чорна тура · d5 чорний король · e5 білий кінь · g5 чорний пішак · b4 білий пішак · c4 біла тура · d4 чорний кінь · e4 чорний пішак · g4 чорний пішак · d3 чорна тура · f3 білий пішак · e2 білий пішак · b1 білий слон · c1 чорний кінь · g1 чорний слон | f8 білий ферзь · h8 білий король · d7 білий кінь · b6 білий слон · c6 чорний пішак · d6 білий пішак · e6 чорний пішак · h6 біла тура · a5 чорна тура · d5 чорний король · e5 білий кінь · g5 чорний пішак · b4 білий пішак · c4 біла тура · d4 чорний кінь · e4 чорний пішак · g4 чорний пішак · d3 чорна тура · f3 білий пішак · e2 білий пішак · b1 білий слон · c1 чорний кінь · g1 чорний слон | f8 білий ферзь · h8 білий король · d7 білий кінь · b6 білий слон · c6 чорний пішак · d6 білий пішак · e6 чорний пішак · h6 біла тура · a5 чорна тура · d5 чорний король · e5 білий кінь · g5 чорний пішак · b4 білий пішак · c4 біла тура · d4 чорний кінь · e4 чорний пішак · g4 чорний пішак · d3 чорна тура · f3 білий пішак · e2 білий пішак · b1 білий слон · c1 чорний кінь · g1 чорний слон | f8 білий ферзь · h8 білий король · d7 білий кінь · b6 білий слон · c6 чорний пішак · d6 білий пішак · e6 чорний пішак · h6 біла тура · a5 чорна тура · d5 чорний король · e5 білий кінь · g5 чорний пішак · b4 білий пішак · c4 біла тура · d4 чорний кінь · e4 чорний пішак · g4 чорний пішак · d3 чорна тура · f3 білий пішак · e2 білий пішак · b1 білий слон · c1 чорний кінь · g1 чорний слон | f8 білий ферзь · h8 білий король · d7 білий кінь · b6 білий слон · c6 чорний пішак · d6 білий пішак · e6 чорний пішак · h6 біла тура · a5 чорна тура · d5 чорний король · e5 білий кінь · g5 чорний пішак · b4 білий пішак · c4 біла тура · d4 чорний кінь · e4 чорний пішак · g4 чорний пішак · d3 чорна тура · f3 білий пішак · e2 білий пішак · b1 білий слон · c1 чорний кінь · g1 чорний слон | 1 |
|   | a | b | c | d | e | f | g | h |   |

1. Th4! ~ 2. fe4+ K:e4 3. Df3#
1. ... S:f3 2. Tc:e4 K:e4 3. Df3#
1. ... T:f3 2. L:e4+ K:e4 3. Df3#
1. ... gf3  2. Th:e4 K:e4 3. Df3#
- — - — - — -
1. ... ef3  2. e4+ K:e4 3. Df3#  
|   | a | b | c | d | e | f | g | h |   |
| 8 | e8 біла тура · f8 білий кінь · d7 чорний пішак · f6 чорний пішак · g6 білий кінь · e5 чорний кінь · f5 чорний король · a4 біла тура · c4 чорний пішак · e4 чорний пішак · g4 чорний кінь · h4 білий пішак · h3 білий ферзь · a2 чорний слон · c2 білий пішак · d2 білий пішак · f2 чорний пішак · f1 білий король | e8 біла тура · f8 білий кінь · d7 чорний пішак · f6 чорний пішак · g6 білий кінь · e5 чорний кінь · f5 чорний король · a4 біла тура · c4 чорний пішак · e4 чорний пішак · g4 чорний кінь · h4 білий пішак · h3 білий ферзь · a2 чорний слон · c2 білий пішак · d2 білий пішак · f2 чорний пішак · f1 білий король | e8 біла тура · f8 білий кінь · d7 чорний пішак · f6 чорний пішак · g6 білий кінь · e5 чорний кінь · f5 чорний король · a4 біла тура · c4 чорний пішак · e4 чорний пішак · g4 чорний кінь · h4 білий пішак · h3 білий ферзь · a2 чорний слон · c2 білий пішак · d2 білий пішак · f2 чорний пішак · f1 білий король | e8 біла тура · f8 білий кінь · d7 чорний пішак · f6 чорний пішак · g6 білий кінь · e5 чорний кінь · f5 чорний король · a4 біла тура · c4 чорний пішак · e4 чорний пішак · g4 чорний кінь · h4 білий пішак · h3 білий ферзь · a2 чорний слон · c2 білий пішак · d2 білий пішак · f2 чорний пішак · f1 білий король | e8 біла тура · f8 білий кінь · d7 чорний пішак · f6 чорний пішак · g6 білий кінь · e5 чорний кінь · f5 чорний король · a4 біла тура · c4 чорний пішак · e4 чорний пішак · g4 чорний кінь · h4 білий пішак · h3 білий ферзь · a2 чорний слон · c2 білий пішак · d2 білий пішак · f2 чорний пішак · f1 білий король | e8 біла тура · f8 білий кінь · d7 чорний пішак · f6 чорний пішак · g6 білий кінь · e5 чорний кінь · f5 чорний король · a4 біла тура · c4 чорний пішак · e4 чорний пішак · g4 чорний кінь · h4 білий пішак · h3 білий ферзь · a2 чорний слон · c2 білий пішак · d2 білий пішак · f2 чорний пішак · f1 білий король | e8 біла тура · f8 білий кінь · d7 чорний пішак · f6 чорний пішак · g6 білий кінь · e5 чорний кінь · f5 чорний король · a4 біла тура · c4 чорний пішак · e4 чорний пішак · g4 чорний кінь · h4 білий пішак · h3 білий ферзь · a2 чорний слон · c2 білий пішак · d2 білий пішак · f2 чорний пішак · f1 білий король | e8 біла тура · f8 білий кінь · d7 чорний пішак · f6 чорний пішак · g6 білий кінь · e5 чорний кінь · f5 чорний король · a4 біла тура · c4 чорний пішак · e4 чорний пішак · g4 чорний кінь · h4 білий пішак · h3 білий ферзь · a2 чорний слон · c2 білий пішак · d2 білий пішак · f2 чорний пішак · f1 білий король | 8 |
| 7 | e8 біла тура · f8 білий кінь · d7 чорний пішак · f6 чорний пішак · g6 білий кінь · e5 чорний кінь · f5 чорний король · a4 біла тура · c4 чорний пішак · e4 чорний пішак · g4 чорний кінь · h4 білий пішак · h3 білий ферзь · a2 чорний слон · c2 білий пішак · d2 білий пішак · f2 чорний пішак · f1 білий король | e8 біла тура · f8 білий кінь · d7 чорний пішак · f6 чорний пішак · g6 білий кінь · e5 чорний кінь · f5 чорний король · a4 біла тура · c4 чорний пішак · e4 чорний пішак · g4 чорний кінь · h4 білий пішак · h3 білий ферзь · a2 чорний слон · c2 білий пішак · d2 білий пішак · f2 чорний пішак · f1 білий король | e8 біла тура · f8 білий кінь · d7 чорний пішак · f6 чорний пішак · g6 білий кінь · e5 чорний кінь · f5 чорний король · a4 біла тура · c4 чорний пішак · e4 чорний пішак · g4 чорний кінь · h4 білий пішак · h3 білий ферзь · a2 чорний слон · c2 білий пішак · d2 білий пішак · f2 чорний пішак · f1 білий король | e8 біла тура · f8 білий кінь · d7 чорний пішак · f6 чорний пішак · g6 білий кінь · e5 чорний кінь · f5 чорний король · a4 біла тура · c4 чорний пішак · e4 чорний пішак · g4 чорний кінь · h4 білий пішак · h3 білий ферзь · a2 чорний слон · c2 білий пішак · d2 білий пішак · f2 чорний пішак · f1 білий король | e8 біла тура · f8 білий кінь · d7 чорний пішак · f6 чорний пішак · g6 білий кінь · e5 чорний кінь · f5 чорний король · a4 біла тура · c4 чорний пішак · e4 чорний пішак · g4 чорний кінь · h4 білий пішак · h3 білий ферзь · a2 чорний слон · c2 білий пішак · d2 білий пішак · f2 чорний пішак · f1 білий король | e8 біла тура · f8 білий кінь · d7 чорний пішак · f6 чорний пішак · g6 білий кінь · e5 чорний кінь · f5 чорний король · a4 біла тура · c4 чорний пішак · e4 чорний пішак · g4 чорний кінь · h4 білий пішак · h3 білий ферзь · a2 чорний слон · c2 білий пішак · d2 білий пішак · f2 чорний пішак · f1 білий король | e8 біла тура · f8 білий кінь · d7 чорний пішак · f6 чорний пішак · g6 білий кінь · e5 чорний кінь · f5 чорний король · a4 біла тура · c4 чорний пішак · e4 чорний пішак · g4 чорний кінь · h4 білий пішак · h3 білий ферзь · a2 чорний слон · c2 білий пішак · d2 білий пішак · f2 чорний пішак · f1 білий король | e8 біла тура · f8 білий кінь · d7 чорний пішак · f6 чорний пішак · g6 білий кінь · e5 чорний кінь · f5 чорний король · a4 біла тура · c4 чорний пішак · e4 чорний пішак · g4 чорний кінь · h4 білий пішак · h3 білий ферзь · a2 чорний слон · c2 білий пішак · d2 білий пішак · f2 чорний пішак · f1 білий король | 7 |
| 6 | e8 біла тура · f8 білий кінь · d7 чорний пішак · f6 чорний пішак · g6 білий кінь · e5 чорний кінь · f5 чорний король · a4 біла тура · c4 чорний пішак · e4 чорний пішак · g4 чорний кінь · h4 білий пішак · h3 білий ферзь · a2 чорний слон · c2 білий пішак · d2 білий пішак · f2 чорний пішак · f1 білий король | e8 біла тура · f8 білий кінь · d7 чорний пішак · f6 чорний пішак · g6 білий кінь · e5 чорний кінь · f5 чорний король · a4 біла тура · c4 чорний пішак · e4 чорний пішак · g4 чорний кінь · h4 білий пішак · h3 білий ферзь · a2 чорний слон · c2 білий пішак · d2 білий пішак · f2 чорний пішак · f1 білий король | e8 біла тура · f8 білий кінь · d7 чорний пішак · f6 чорний пішак · g6 білий кінь · e5 чорний кінь · f5 чорний король · a4 біла тура · c4 чорний пішак · e4 чорний пішак · g4 чорний кінь · h4 білий пішак · h3 білий ферзь · a2 чорний слон · c2 білий пішак · d2 білий пішак · f2 чорний пішак · f1 білий король | e8 біла тура · f8 білий кінь · d7 чорний пішак · f6 чорний пішак · g6 білий кінь · e5 чорний кінь · f5 чорний король · a4 біла тура · c4 чорний пішак · e4 чорний пішак · g4 чорний кінь · h4 білий пішак · h3 білий ферзь · a2 чорний слон · c2 білий пішак · d2 білий пішак · f2 чорний пішак · f1 білий король | e8 біла тура · f8 білий кінь · d7 чорний пішак · f6 чорний пішак · g6 білий кінь · e5 чорний кінь · f5 чорний король · a4 біла тура · c4 чорний пішак · e4 чорний пішак · g4 чорний кінь · h4 білий пішак · h3 білий ферзь · a2 чорний слон · c2 білий пішак · d2 білий пішак · f2 чорний пішак · f1 білий король | e8 біла тура · f8 білий кінь · d7 чорний пішак · f6 чорний пішак · g6 білий кінь · e5 чорний кінь · f5 чорний король · a4 біла тура · c4 чорний пішак · e4 чорний пішак · g4 чорний кінь · h4 білий пішак · h3 білий ферзь · a2 чорний слон · c2 білий пішак · d2 білий пішак · f2 чорний пішак · f1 білий король | e8 біла тура · f8 білий кінь · d7 чорний пішак · f6 чорний пішак · g6 білий кінь · e5 чорний кінь · f5 чорний король · a4 біла тура · c4 чорний пішак · e4 чорний пішак · g4 чорний кінь · h4 білий пішак · h3 білий ферзь · a2 чорний слон · c2 білий пішак · d2 білий пішак · f2 чорний пішак · f1 білий король | e8 біла тура · f8 білий кінь · d7 чорний пішак · f6 чорний пішак · g6 білий кінь · e5 чорний кінь · f5 чорний король · a4 біла тура · c4 чорний пішак · e4 чорний пішак · g4 чорний кінь · h4 білий пішак · h3 білий ферзь · a2 чорний слон · c2 білий пішак · d2 білий пішак · f2 чорний пішак · f1 білий король | 6 |
| 5 | e8 біла тура · f8 білий кінь · d7 чорний пішак · f6 чорний пішак · g6 білий кінь · e5 чорний кінь · f5 чорний король · a4 біла тура · c4 чорний пішак · e4 чорний пішак · g4 чорний кінь · h4 білий пішак · h3 білий ферзь · a2 чорний слон · c2 білий пішак · d2 білий пішак · f2 чорний пішак · f1 білий король | e8 біла тура · f8 білий кінь · d7 чорний пішак · f6 чорний пішак · g6 білий кінь · e5 чорний кінь · f5 чорний король · a4 біла тура · c4 чорний пішак · e4 чорний пішак · g4 чорний кінь · h4 білий пішак · h3 білий ферзь · a2 чорний слон · c2 білий пішак · d2 білий пішак · f2 чорний пішак · f1 білий король | e8 біла тура · f8 білий кінь · d7 чорний пішак · f6 чорний пішак · g6 білий кінь · e5 чорний кінь · f5 чорний король · a4 біла тура · c4 чорний пішак · e4 чорний пішак · g4 чорний кінь · h4 білий пішак · h3 білий ферзь · a2 чорний слон · c2 білий пішак · d2 білий пішак · f2 чорний пішак · f1 білий король | e8 біла тура · f8 білий кінь · d7 чорний пішак · f6 чорний пішак · g6 білий кінь · e5 чорний кінь · f5 чорний король · a4 біла тура · c4 чорний пішак · e4 чорний пішак · g4 чорний кінь · h4 білий пішак · h3 білий ферзь · a2 чорний слон · c2 білий пішак · d2 білий пішак · f2 чорний пішак · f1 білий король | e8 біла тура · f8 білий кінь · d7 чорний пішак · f6 чорний пішак · g6 білий кінь · e5 чорний кінь · f5 чорний король · a4 біла тура · c4 чорний пішак · e4 чорний пішак · g4 чорний кінь · h4 білий пішак · h3 білий ферзь · a2 чорний слон · c2 білий пішак · d2 білий пішак · f2 чорний пішак · f1 білий король | e8 біла тура · f8 білий кінь · d7 чорний пішак · f6 чорний пішак · g6 білий кінь · e5 чорний кінь · f5 чорний король · a4 біла тура · c4 чорний пішак · e4 чорний пішак · g4 чорний кінь · h4 білий пішак · h3 білий ферзь · a2 чорний слон · c2 білий пішак · d2 білий пішак · f2 чорний пішак · f1 білий король | e8 біла тура · f8 білий кінь · d7 чорний пішак · f6 чорний пішак · g6 білий кінь · e5 чорний кінь · f5 чорний король · a4 біла тура · c4 чорний пішак · e4 чорний пішак · g4 чорний кінь · h4 білий пішак · h3 білий ферзь · a2 чорний слон · c2 білий пішак · d2 білий пішак · f2 чорний пішак · f1 білий король | e8 біла тура · f8 білий кінь · d7 чорний пішак · f6 чорний пішак · g6 білий кінь · e5 чорний кінь · f5 чорний король · a4 біла тура · c4 чорний пішак · e4 чорний пішак · g4 чорний кінь · h4 білий пішак · h3 білий ферзь · a2 чорний слон · c2 білий пішак · d2 білий пішак · f2 чорний пішак · f1 білий король | 5 |
| 4 | e8 біла тура · f8 білий кінь · d7 чорний пішак · f6 чорний пішак · g6 білий кінь · e5 чорний кінь · f5 чорний король · a4 біла тура · c4 чорний пішак · e4 чорний пішак · g4 чорний кінь · h4 білий пішак · h3 білий ферзь · a2 чорний слон · c2 білий пішак · d2 білий пішак · f2 чорний пішак · f1 білий король | e8 біла тура · f8 білий кінь · d7 чорний пішак · f6 чорний пішак · g6 білий кінь · e5 чорний кінь · f5 чорний король · a4 біла тура · c4 чорний пішак · e4 чорний пішак · g4 чорний кінь · h4 білий пішак · h3 білий ферзь · a2 чорний слон · c2 білий пішак · d2 білий пішак · f2 чорний пішак · f1 білий король | e8 біла тура · f8 білий кінь · d7 чорний пішак · f6 чорний пішак · g6 білий кінь · e5 чорний кінь · f5 чорний король · a4 біла тура · c4 чорний пішак · e4 чорний пішак · g4 чорний кінь · h4 білий пішак · h3 білий ферзь · a2 чорний слон · c2 білий пішак · d2 білий пішак · f2 чорний пішак · f1 білий король | e8 біла тура · f8 білий кінь · d7 чорний пішак · f6 чорний пішак · g6 білий кінь · e5 чорний кінь · f5 чорний король · a4 біла тура · c4 чорний пішак · e4 чорний пішак · g4 чорний кінь · h4 білий пішак · h3 білий ферзь · a2 чорний слон · c2 білий пішак · d2 білий пішак · f2 чорний пішак · f1 білий король | e8 біла тура · f8 білий кінь · d7 чорний пішак · f6 чорний пішак · g6 білий кінь · e5 чорний кінь · f5 чорний король · a4 біла тура · c4 чорний пішак · e4 чорний пішак · g4 чорний кінь · h4 білий пішак · h3 білий ферзь · a2 чорний слон · c2 білий пішак · d2 білий пішак · f2 чорний пішак · f1 білий король | e8 біла тура · f8 білий кінь · d7 чорний пішак · f6 чорний пішак · g6 білий кінь · e5 чорний кінь · f5 чорний король · a4 біла тура · c4 чорний пішак · e4 чорний пішак · g4 чорний кінь · h4 білий пішак · h3 білий ферзь · a2 чорний слон · c2 білий пішак · d2 білий пішак · f2 чорний пішак · f1 білий король | e8 біла тура · f8 білий кінь · d7 чорний пішак · f6 чорний пішак · g6 білий кінь · e5 чорний кінь · f5 чорний король · a4 біла тура · c4 чорний пішак · e4 чорний пішак · g4 чорний кінь · h4 білий пішак · h3 білий ферзь · a2 чорний слон · c2 білий пішак · d2 білий пішак · f2 чорний пішак · f1 білий король | e8 біла тура · f8 білий кінь · d7 чорний пішак · f6 чорний пішак · g6 білий кінь · e5 чорний кінь · f5 чорний король · a4 біла тура · c4 чорний пішак · e4 чорний пішак · g4 чорний кінь · h4 білий пішак · h3 білий ферзь · a2 чорний слон · c2 білий пішак · d2 білий пішак · f2 чорний пішак · f1 білий король | 4 |
| 3 | e8 біла тура · f8 білий кінь · d7 чорний пішак · f6 чорний пішак · g6 білий кінь · e5 чорний кінь · f5 чорний король · a4 біла тура · c4 чорний пішак · e4 чорний пішак · g4 чорний кінь · h4 білий пішак · h3 білий ферзь · a2 чорний слон · c2 білий пішак · d2 білий пішак · f2 чорний пішак · f1 білий король | e8 біла тура · f8 білий кінь · d7 чорний пішак · f6 чорний пішак · g6 білий кінь · e5 чорний кінь · f5 чорний король · a4 біла тура · c4 чорний пішак · e4 чорний пішак · g4 чорний кінь · h4 білий пішак · h3 білий ферзь · a2 чорний слон · c2 білий пішак · d2 білий пішак · f2 чорний пішак · f1 білий король | e8 біла тура · f8 білий кінь · d7 чорний пішак · f6 чорний пішак · g6 білий кінь · e5 чорний кінь · f5 чорний король · a4 біла тура · c4 чорний пішак · e4 чорний пішак · g4 чорний кінь · h4 білий пішак · h3 білий ферзь · a2 чорний слон · c2 білий пішак · d2 білий пішак · f2 чорний пішак · f1 білий король | e8 біла тура · f8 білий кінь · d7 чорний пішак · f6 чорний пішак · g6 білий кінь · e5 чорний кінь · f5 чорний король · a4 біла тура · c4 чорний пішак · e4 чорний пішак · g4 чорний кінь · h4 білий пішак · h3 білий ферзь · a2 чорний слон · c2 білий пішак · d2 білий пішак · f2 чорний пішак · f1 білий король | e8 біла тура · f8 білий кінь · d7 чорний пішак · f6 чорний пішак · g6 білий кінь · e5 чорний кінь · f5 чорний король · a4 біла тура · c4 чорний пішак · e4 чорний пішак · g4 чорний кінь · h4 білий пішак · h3 білий ферзь · a2 чорний слон · c2 білий пішак · d2 білий пішак · f2 чорний пішак · f1 білий король | e8 біла тура · f8 білий кінь · d7 чорний пішак · f6 чорний пішак · g6 білий кінь · e5 чорний кінь · f5 чорний король · a4 біла тура · c4 чорний пішак · e4 чорний пішак · g4 чорний кінь · h4 білий пішак · h3 білий ферзь · a2 чорний слон · c2 білий пішак · d2 білий пішак · f2 чорний пішак · f1 білий король | e8 біла тура · f8 білий кінь · d7 чорний пішак · f6 чорний пішак · g6 білий кінь · e5 чорний кінь · f5 чорний король · a4 біла тура · c4 чорний пішак · e4 чорний пішак · g4 чорний кінь · h4 білий пішак · h3 білий ферзь · a2 чорний слон · c2 білий пішак · d2 білий пішак · f2 чорний пішак · f1 білий король | e8 біла тура · f8 білий кінь · d7 чорний пішак · f6 чорний пішак · g6 білий кінь · e5 чорний кінь · f5 чорний король · a4 біла тура · c4 чорний пішак · e4 чорний пішак · g4 чорний кінь · h4 білий пішак · h3 білий ферзь · a2 чорний слон · c2 білий пішак · d2 білий пішак · f2 чорний пішак · f1 білий король | 3 |
| 2 | e8 біла тура · f8 білий кінь · d7 чорний пішак · f6 чорний пішак · g6 білий кінь · e5 чорний кінь · f5 чорний король · a4 біла тура · c4 чорний пішак · e4 чорний пішак · g4 чорний кінь · h4 білий пішак · h3 білий ферзь · a2 чорний слон · c2 білий пішак · d2 білий пішак · f2 чорний пішак · f1 білий король | e8 біла тура · f8 білий кінь · d7 чорний пішак · f6 чорний пішак · g6 білий кінь · e5 чорний кінь · f5 чорний король · a4 біла тура · c4 чорний пішак · e4 чорний пішак · g4 чорний кінь · h4 білий пішак · h3 білий ферзь · a2 чорний слон · c2 білий пішак · d2 білий пішак · f2 чорний пішак · f1 білий король | e8 біла тура · f8 білий кінь · d7 чорний пішак · f6 чорний пішак · g6 білий кінь · e5 чорний кінь · f5 чорний король · a4 біла тура · c4 чорний пішак · e4 чорний пішак · g4 чорний кінь · h4 білий пішак · h3 білий ферзь · a2 чорний слон · c2 білий пішак · d2 білий пішак · f2 чорний пішак · f1 білий король | e8 біла тура · f8 білий кінь · d7 чорний пішак · f6 чорний пішак · g6 білий кінь · e5 чорний кінь · f5 чорний король · a4 біла тура · c4 чорний пішак · e4 чорний пішак · g4 чорний кінь · h4 білий пішак · h3 білий ферзь · a2 чорний слон · c2 білий пішак · d2 білий пішак · f2 чорний пішак · f1 білий король | e8 біла тура · f8 білий кінь · d7 чорний пішак · f6 чорний пішак · g6 білий кінь · e5 чорний кінь · f5 чорний король · a4 біла тура · c4 чорний пішак · e4 чорний пішак · g4 чорний кінь · h4 білий пішак · h3 білий ферзь · a2 чорний слон · c2 білий пішак · d2 білий пішак · f2 чорний пішак · f1 білий король | e8 біла тура · f8 білий кінь · d7 чорний пішак · f6 чорний пішак · g6 білий кінь · e5 чорний кінь · f5 чорний король · a4 біла тура · c4 чорний пішак · e4 чорний пішак · g4 чорний кінь · h4 білий пішак · h3 білий ферзь · a2 чорний слон · c2 білий пішак · d2 білий пішак · f2 чорний пішак · f1 білий король | e8 біла тура · f8 білий кінь · d7 чорний пішак · f6 чорний пішак · g6 білий кінь · e5 чорний кінь · f5 чорний король · a4 біла тура · c4 чорний пішак · e4 чорний пішак · g4 чорний кінь · h4 білий пішак · h3 білий ферзь · a2 чорний слон · c2 білий пішак · d2 білий пішак · f2 чорний пішак · f1 білий король | e8 біла тура · f8 білий кінь · d7 чорний пішак · f6 чорний пішак · g6 білий кінь · e5 чорний кінь · f5 чорний король · a4 біла тура · c4 чорний пішак · e4 чорний пішак · g4 чорний кінь · h4 білий пішак · h3 білий ферзь · a2 чорний слон · c2 білий пішак · d2 білий пішак · f2 чорний пішак · f1 білий король | 2 |
| 1 | e8 біла тура · f8 білий кінь · d7 чорний пішак · f6 чорний пішак · g6 білий кінь · e5 чорний кінь · f5 чорний король · a4 біла тура · c4 чорний пішак · e4 чорний пішак · g4 чорний кінь · h4 білий пішак · h3 білий ферзь · a2 чорний слон · c2 білий пішак · d2 білий пішак · f2 чорний пішак · f1 білий король | e8 біла тура · f8 білий кінь · d7 чорний пішак · f6 чорний пішак · g6 білий кінь · e5 чорний кінь · f5 чорний король · a4 біла тура · c4 чорний пішак · e4 чорний пішак · g4 чорний кінь · h4 білий пішак · h3 білий ферзь · a2 чорний слон · c2 білий пішак · d2 білий пішак · f2 чорний пішак · f1 білий король | e8 біла тура · f8 білий кінь · d7 чорний пішак · f6 чорний пішак · g6 білий кінь · e5 чорний кінь · f5 чорний король · a4 біла тура · c4 чорний пішак · e4 чорний пішак · g4 чорний кінь · h4 білий пішак · h3 білий ферзь · a2 чорний слон · c2 білий пішак · d2 білий пішак · f2 чорний пішак · f1 білий король | e8 біла тура · f8 білий кінь · d7 чорний пішак · f6 чорний пішак · g6 білий кінь · e5 чорний кінь · f5 чорний король · a4 біла тура · c4 чорний пішак · e4 чорний пішак · g4 чорний кінь · h4 білий пішак · h3 білий ферзь · a2 чорний слон · c2 білий пішак · d2 білий пішак · f2 чорний пішак · f1 білий король | e8 біла тура · f8 білий кінь · d7 чорний пішак · f6 чорний пішак · g6 білий кінь · e5 чорний кінь · f5 чорний король · a4 біла тура · c4 чорний пішак · e4 чорний пішак · g4 чорний кінь · h4 білий пішак · h3 білий ферзь · a2 чорний слон · c2 білий пішак · d2 білий пішак · f2 чорний пішак · f1 білий король | e8 біла тура · f8 білий кінь · d7 чорний пішак · f6 чорний пішак · g6 білий кінь · e5 чорний кінь · f5 чорний король · a4 біла тура · c4 чорний пішак · e4 чорний пішак · g4 чорний кінь · h4 білий пішак · h3 білий ферзь · a2 чорний слон · c2 білий пішак · d2 білий пішак · f2 чорний пішак · f1 білий король | e8 біла тура · f8 білий кінь · d7 чорний пішак · f6 чорний пішак · g6 білий кінь · e5 чорний кінь · f5 чорний король · a4 біла тура · c4 чорний пішак · e4 чорний пішак · g4 чорний кінь · h4 білий пішак · h3 білий ферзь · a2 чорний слон · c2 білий пішак · d2 білий пішак · f2 чорний пішак · f1 білий король | e8 біла тура · f8 білий кінь · d7 чорний пішак · f6 чорний пішак · g6 білий кінь · e5 чорний кінь · f5 чорний король · a4 біла тура · c4 чорний пішак · e4 чорний пішак · g4 чорний кінь · h4 білий пішак · h3 білий ферзь · a2 чорний слон · c2 білий пішак · d2 білий пішак · f2 чорний пішак · f1 білий король | 1 |
|   | a | b | c | d | e | f | g | h |   |

1. d3! ~ 2. de4+ K:e4 3. Dd3#
1. ... Sd3 2. T8:e4 ~ 3. D:g4#
               2. ... K:e4 3. D:d3#
1. ... cd3 2. Ta:e4 ~ 3. Tf4#
               2. ... K:e4 3. D:d3#
               2. ... S:g6 3. D:g4#
- — - — - — -
1. ... ed3 2. T:e5+ fe5 3. Df3#
1. ... d5   2. Se7+ Kf4 3. Se6#

## Синтез з іншими темами
Тема Богданова — Сороки може бути виражена в синтезі з іншими темами.
|   | a | b | c | d | e | f | g | h |   |
| 8 | f8 білий слон · d7 чорний пішак · f7 чорний пішак · d6 чорний пішак · e6 чорний король · h6 білий кінь · a5 біла тура · c5 чорний кінь · d5 чорний пішак · g5 білий пішак · b4 білий пішак · c4 чорна тура · f4 білий пішак · d3 чорний слон · e3 білий пішак · f3 білий пішак · a2 білий слон · b2 чорний кінь · d2 біла тура · h2 білий король · e1 білий ферзь | f8 білий слон · d7 чорний пішак · f7 чорний пішак · d6 чорний пішак · e6 чорний король · h6 білий кінь · a5 біла тура · c5 чорний кінь · d5 чорний пішак · g5 білий пішак · b4 білий пішак · c4 чорна тура · f4 білий пішак · d3 чорний слон · e3 білий пішак · f3 білий пішак · a2 білий слон · b2 чорний кінь · d2 біла тура · h2 білий король · e1 білий ферзь | f8 білий слон · d7 чорний пішак · f7 чорний пішак · d6 чорний пішак · e6 чорний король · h6 білий кінь · a5 біла тура · c5 чорний кінь · d5 чорний пішак · g5 білий пішак · b4 білий пішак · c4 чорна тура · f4 білий пішак · d3 чорний слон · e3 білий пішак · f3 білий пішак · a2 білий слон · b2 чорний кінь · d2 біла тура · h2 білий король · e1 білий ферзь | f8 білий слон · d7 чорний пішак · f7 чорний пішак · d6 чорний пішак · e6 чорний король · h6 білий кінь · a5 біла тура · c5 чорний кінь · d5 чорний пішак · g5 білий пішак · b4 білий пішак · c4 чорна тура · f4 білий пішак · d3 чорний слон · e3 білий пішак · f3 білий пішак · a2 білий слон · b2 чорний кінь · d2 біла тура · h2 білий король · e1 білий ферзь | f8 білий слон · d7 чорний пішак · f7 чорний пішак · d6 чорний пішак · e6 чорний король · h6 білий кінь · a5 біла тура · c5 чорний кінь · d5 чорний пішак · g5 білий пішак · b4 білий пішак · c4 чорна тура · f4 білий пішак · d3 чорний слон · e3 білий пішак · f3 білий пішак · a2 білий слон · b2 чорний кінь · d2 біла тура · h2 білий король · e1 білий ферзь | f8 білий слон · d7 чорний пішак · f7 чорний пішак · d6 чорний пішак · e6 чорний король · h6 білий кінь · a5 біла тура · c5 чорний кінь · d5 чорний пішак · g5 білий пішак · b4 білий пішак · c4 чорна тура · f4 білий пішак · d3 чорний слон · e3 білий пішак · f3 білий пішак · a2 білий слон · b2 чорний кінь · d2 біла тура · h2 білий король · e1 білий ферзь | f8 білий слон · d7 чорний пішак · f7 чорний пішак · d6 чорний пішак · e6 чорний король · h6 білий кінь · a5 біла тура · c5 чорний кінь · d5 чорний пішак · g5 білий пішак · b4 білий пішак · c4 чорна тура · f4 білий пішак · d3 чорний слон · e3 білий пішак · f3 білий пішак · a2 білий слон · b2 чорний кінь · d2 біла тура · h2 білий король · e1 білий ферзь | f8 білий слон · d7 чорний пішак · f7 чорний пішак · d6 чорний пішак · e6 чорний король · h6 білий кінь · a5 біла тура · c5 чорний кінь · d5 чорний пішак · g5 білий пішак · b4 білий пішак · c4 чорна тура · f4 білий пішак · d3 чорний слон · e3 білий пішак · f3 білий пішак · a2 білий слон · b2 чорний кінь · d2 біла тура · h2 білий король · e1 білий ферзь | 8 |
| 7 | f8 білий слон · d7 чорний пішак · f7 чорний пішак · d6 чорний пішак · e6 чорний король · h6 білий кінь · a5 біла тура · c5 чорний кінь · d5 чорний пішак · g5 білий пішак · b4 білий пішак · c4 чорна тура · f4 білий пішак · d3 чорний слон · e3 білий пішак · f3 білий пішак · a2 білий слон · b2 чорний кінь · d2 біла тура · h2 білий король · e1 білий ферзь | f8 білий слон · d7 чорний пішак · f7 чорний пішак · d6 чорний пішак · e6 чорний король · h6 білий кінь · a5 біла тура · c5 чорний кінь · d5 чорний пішак · g5 білий пішак · b4 білий пішак · c4 чорна тура · f4 білий пішак · d3 чорний слон · e3 білий пішак · f3 білий пішак · a2 білий слон · b2 чорний кінь · d2 біла тура · h2 білий король · e1 білий ферзь | f8 білий слон · d7 чорний пішак · f7 чорний пішак · d6 чорний пішак · e6 чорний король · h6 білий кінь · a5 біла тура · c5 чорний кінь · d5 чорний пішак · g5 білий пішак · b4 білий пішак · c4 чорна тура · f4 білий пішак · d3 чорний слон · e3 білий пішак · f3 білий пішак · a2 білий слон · b2 чорний кінь · d2 біла тура · h2 білий король · e1 білий ферзь | f8 білий слон · d7 чорний пішак · f7 чорний пішак · d6 чорний пішак · e6 чорний король · h6 білий кінь · a5 біла тура · c5 чорний кінь · d5 чорний пішак · g5 білий пішак · b4 білий пішак · c4 чорна тура · f4 білий пішак · d3 чорний слон · e3 білий пішак · f3 білий пішак · a2 білий слон · b2 чорний кінь · d2 біла тура · h2 білий король · e1 білий ферзь | f8 білий слон · d7 чорний пішак · f7 чорний пішак · d6 чорний пішак · e6 чорний король · h6 білий кінь · a5 біла тура · c5 чорний кінь · d5 чорний пішак · g5 білий пішак · b4 білий пішак · c4 чорна тура · f4 білий пішак · d3 чорний слон · e3 білий пішак · f3 білий пішак · a2 білий слон · b2 чорний кінь · d2 біла тура · h2 білий король · e1 білий ферзь | f8 білий слон · d7 чорний пішак · f7 чорний пішак · d6 чорний пішак · e6 чорний король · h6 білий кінь · a5 біла тура · c5 чорний кінь · d5 чорний пішак · g5 білий пішак · b4 білий пішак · c4 чорна тура · f4 білий пішак · d3 чорний слон · e3 білий пішак · f3 білий пішак · a2 білий слон · b2 чорний кінь · d2 біла тура · h2 білий король · e1 білий ферзь | f8 білий слон · d7 чорний пішак · f7 чорний пішак · d6 чорний пішак · e6 чорний король · h6 білий кінь · a5 біла тура · c5 чорний кінь · d5 чорний пішак · g5 білий пішак · b4 білий пішак · c4 чорна тура · f4 білий пішак · d3 чорний слон · e3 білий пішак · f3 білий пішак · a2 білий слон · b2 чорний кінь · d2 біла тура · h2 білий король · e1 білий ферзь | f8 білий слон · d7 чорний пішак · f7 чорний пішак · d6 чорний пішак · e6 чорний король · h6 білий кінь · a5 біла тура · c5 чорний кінь · d5 чорний пішак · g5 білий пішак · b4 білий пішак · c4 чорна тура · f4 білий пішак · d3 чорний слон · e3 білий пішак · f3 білий пішак · a2 білий слон · b2 чорний кінь · d2 біла тура · h2 білий король · e1 білий ферзь | 7 |
| 6 | f8 білий слон · d7 чорний пішак · f7 чорний пішак · d6 чорний пішак · e6 чорний король · h6 білий кінь · a5 біла тура · c5 чорний кінь · d5 чорний пішак · g5 білий пішак · b4 білий пішак · c4 чорна тура · f4 білий пішак · d3 чорний слон · e3 білий пішак · f3 білий пішак · a2 білий слон · b2 чорний кінь · d2 біла тура · h2 білий король · e1 білий ферзь | f8 білий слон · d7 чорний пішак · f7 чорний пішак · d6 чорний пішак · e6 чорний король · h6 білий кінь · a5 біла тура · c5 чорний кінь · d5 чорний пішак · g5 білий пішак · b4 білий пішак · c4 чорна тура · f4 білий пішак · d3 чорний слон · e3 білий пішак · f3 білий пішак · a2 білий слон · b2 чорний кінь · d2 біла тура · h2 білий король · e1 білий ферзь | f8 білий слон · d7 чорний пішак · f7 чорний пішак · d6 чорний пішак · e6 чорний король · h6 білий кінь · a5 біла тура · c5 чорний кінь · d5 чорний пішак · g5 білий пішак · b4 білий пішак · c4 чорна тура · f4 білий пішак · d3 чорний слон · e3 білий пішак · f3 білий пішак · a2 білий слон · b2 чорний кінь · d2 біла тура · h2 білий король · e1 білий ферзь | f8 білий слон · d7 чорний пішак · f7 чорний пішак · d6 чорний пішак · e6 чорний король · h6 білий кінь · a5 біла тура · c5 чорний кінь · d5 чорний пішак · g5 білий пішак · b4 білий пішак · c4 чорна тура · f4 білий пішак · d3 чорний слон · e3 білий пішак · f3 білий пішак · a2 білий слон · b2 чорний кінь · d2 біла тура · h2 білий король · e1 білий ферзь | f8 білий слон · d7 чорний пішак · f7 чорний пішак · d6 чорний пішак · e6 чорний король · h6 білий кінь · a5 біла тура · c5 чорний кінь · d5 чорний пішак · g5 білий пішак · b4 білий пішак · c4 чорна тура · f4 білий пішак · d3 чорний слон · e3 білий пішак · f3 білий пішак · a2 білий слон · b2 чорний кінь · d2 біла тура · h2 білий король · e1 білий ферзь | f8 білий слон · d7 чорний пішак · f7 чорний пішак · d6 чорний пішак · e6 чорний король · h6 білий кінь · a5 біла тура · c5 чорний кінь · d5 чорний пішак · g5 білий пішак · b4 білий пішак · c4 чорна тура · f4 білий пішак · d3 чорний слон · e3 білий пішак · f3 білий пішак · a2 білий слон · b2 чорний кінь · d2 біла тура · h2 білий король · e1 білий ферзь | f8 білий слон · d7 чорний пішак · f7 чорний пішак · d6 чорний пішак · e6 чорний король · h6 білий кінь · a5 біла тура · c5 чорний кінь · d5 чорний пішак · g5 білий пішак · b4 білий пішак · c4 чорна тура · f4 білий пішак · d3 чорний слон · e3 білий пішак · f3 білий пішак · a2 білий слон · b2 чорний кінь · d2 біла тура · h2 білий король · e1 білий ферзь | f8 білий слон · d7 чорний пішак · f7 чорний пішак · d6 чорний пішак · e6 чорний король · h6 білий кінь · a5 біла тура · c5 чорний кінь · d5 чорний пішак · g5 білий пішак · b4 білий пішак · c4 чорна тура · f4 білий пішак · d3 чорний слон · e3 білий пішак · f3 білий пішак · a2 білий слон · b2 чорний кінь · d2 біла тура · h2 білий король · e1 білий ферзь | 6 |
| 5 | f8 білий слон · d7 чорний пішак · f7 чорний пішак · d6 чорний пішак · e6 чорний король · h6 білий кінь · a5 біла тура · c5 чорний кінь · d5 чорний пішак · g5 білий пішак · b4 білий пішак · c4 чорна тура · f4 білий пішак · d3 чорний слон · e3 білий пішак · f3 білий пішак · a2 білий слон · b2 чорний кінь · d2 біла тура · h2 білий король · e1 білий ферзь | f8 білий слон · d7 чорний пішак · f7 чорний пішак · d6 чорний пішак · e6 чорний король · h6 білий кінь · a5 біла тура · c5 чорний кінь · d5 чорний пішак · g5 білий пішак · b4 білий пішак · c4 чорна тура · f4 білий пішак · d3 чорний слон · e3 білий пішак · f3 білий пішак · a2 білий слон · b2 чорний кінь · d2 біла тура · h2 білий король · e1 білий ферзь | f8 білий слон · d7 чорний пішак · f7 чорний пішак · d6 чорний пішак · e6 чорний король · h6 білий кінь · a5 біла тура · c5 чорний кінь · d5 чорний пішак · g5 білий пішак · b4 білий пішак · c4 чорна тура · f4 білий пішак · d3 чорний слон · e3 білий пішак · f3 білий пішак · a2 білий слон · b2 чорний кінь · d2 біла тура · h2 білий король · e1 білий ферзь | f8 білий слон · d7 чорний пішак · f7 чорний пішак · d6 чорний пішак · e6 чорний король · h6 білий кінь · a5 біла тура · c5 чорний кінь · d5 чорний пішак · g5 білий пішак · b4 білий пішак · c4 чорна тура · f4 білий пішак · d3 чорний слон · e3 білий пішак · f3 білий пішак · a2 білий слон · b2 чорний кінь · d2 біла тура · h2 білий король · e1 білий ферзь | f8 білий слон · d7 чорний пішак · f7 чорний пішак · d6 чорний пішак · e6 чорний король · h6 білий кінь · a5 біла тура · c5 чорний кінь · d5 чорний пішак · g5 білий пішак · b4 білий пішак · c4 чорна тура · f4 білий пішак · d3 чорний слон · e3 білий пішак · f3 білий пішак · a2 білий слон · b2 чорний кінь · d2 біла тура · h2 білий король · e1 білий ферзь | f8 білий слон · d7 чорний пішак · f7 чорний пішак · d6 чорний пішак · e6 чорний король · h6 білий кінь · a5 біла тура · c5 чорний кінь · d5 чорний пішак · g5 білий пішак · b4 білий пішак · c4 чорна тура · f4 білий пішак · d3 чорний слон · e3 білий пішак · f3 білий пішак · a2 білий слон · b2 чорний кінь · d2 біла тура · h2 білий король · e1 білий ферзь | f8 білий слон · d7 чорний пішак · f7 чорний пішак · d6 чорний пішак · e6 чорний король · h6 білий кінь · a5 біла тура · c5 чорний кінь · d5 чорний пішак · g5 білий пішак · b4 білий пішак · c4 чорна тура · f4 білий пішак · d3 чорний слон · e3 білий пішак · f3 білий пішак · a2 білий слон · b2 чорний кінь · d2 біла тура · h2 білий король · e1 білий ферзь | f8 білий слон · d7 чорний пішак · f7 чорний пішак · d6 чорний пішак · e6 чорний король · h6 білий кінь · a5 біла тура · c5 чорний кінь · d5 чорний пішак · g5 білий пішак · b4 білий пішак · c4 чорна тура · f4 білий пішак · d3 чорний слон · e3 білий пішак · f3 білий пішак · a2 білий слон · b2 чорний кінь · d2 біла тура · h2 білий король · e1 білий ферзь | 5 |
| 4 | f8 білий слон · d7 чорний пішак · f7 чорний пішак · d6 чорний пішак · e6 чорний король · h6 білий кінь · a5 біла тура · c5 чорний кінь · d5 чорний пішак · g5 білий пішак · b4 білий пішак · c4 чорна тура · f4 білий пішак · d3 чорний слон · e3 білий пішак · f3 білий пішак · a2 білий слон · b2 чорний кінь · d2 біла тура · h2 білий король · e1 білий ферзь | f8 білий слон · d7 чорний пішак · f7 чорний пішак · d6 чорний пішак · e6 чорний король · h6 білий кінь · a5 біла тура · c5 чорний кінь · d5 чорний пішак · g5 білий пішак · b4 білий пішак · c4 чорна тура · f4 білий пішак · d3 чорний слон · e3 білий пішак · f3 білий пішак · a2 білий слон · b2 чорний кінь · d2 біла тура · h2 білий король · e1 білий ферзь | f8 білий слон · d7 чорний пішак · f7 чорний пішак · d6 чорний пішак · e6 чорний король · h6 білий кінь · a5 біла тура · c5 чорний кінь · d5 чорний пішак · g5 білий пішак · b4 білий пішак · c4 чорна тура · f4 білий пішак · d3 чорний слон · e3 білий пішак · f3 білий пішак · a2 білий слон · b2 чорний кінь · d2 біла тура · h2 білий король · e1 білий ферзь | f8 білий слон · d7 чорний пішак · f7 чорний пішак · d6 чорний пішак · e6 чорний король · h6 білий кінь · a5 біла тура · c5 чорний кінь · d5 чорний пішак · g5 білий пішак · b4 білий пішак · c4 чорна тура · f4 білий пішак · d3 чорний слон · e3 білий пішак · f3 білий пішак · a2 білий слон · b2 чорний кінь · d2 біла тура · h2 білий король · e1 білий ферзь | f8 білий слон · d7 чорний пішак · f7 чорний пішак · d6 чорний пішак · e6 чорний король · h6 білий кінь · a5 біла тура · c5 чорний кінь · d5 чорний пішак · g5 білий пішак · b4 білий пішак · c4 чорна тура · f4 білий пішак · d3 чорний слон · e3 білий пішак · f3 білий пішак · a2 білий слон · b2 чорний кінь · d2 біла тура · h2 білий король · e1 білий ферзь | f8 білий слон · d7 чорний пішак · f7 чорний пішак · d6 чорний пішак · e6 чорний король · h6 білий кінь · a5 біла тура · c5 чорний кінь · d5 чорний пішак · g5 білий пішак · b4 білий пішак · c4 чорна тура · f4 білий пішак · d3 чорний слон · e3 білий пішак · f3 білий пішак · a2 білий слон · b2 чорний кінь · d2 біла тура · h2 білий король · e1 білий ферзь | f8 білий слон · d7 чорний пішак · f7 чорний пішак · d6 чорний пішак · e6 чорний король · h6 білий кінь · a5 біла тура · c5 чорний кінь · d5 чорний пішак · g5 білий пішак · b4 білий пішак · c4 чорна тура · f4 білий пішак · d3 чорний слон · e3 білий пішак · f3 білий пішак · a2 білий слон · b2 чорний кінь · d2 біла тура · h2 білий король · e1 білий ферзь | f8 білий слон · d7 чорний пішак · f7 чорний пішак · d6 чорний пішак · e6 чорний король · h6 білий кінь · a5 біла тура · c5 чорний кінь · d5 чорний пішак · g5 білий пішак · b4 білий пішак · c4 чорна тура · f4 білий пішак · d3 чорний слон · e3 білий пішак · f3 білий пішак · a2 білий слон · b2 чорний кінь · d2 біла тура · h2 білий король · e1 білий ферзь | 4 |
| 3 | f8 білий слон · d7 чорний пішак · f7 чорний пішак · d6 чорний пішак · e6 чорний король · h6 білий кінь · a5 біла тура · c5 чорний кінь · d5 чорний пішак · g5 білий пішак · b4 білий пішак · c4 чорна тура · f4 білий пішак · d3 чорний слон · e3 білий пішак · f3 білий пішак · a2 білий слон · b2 чорний кінь · d2 біла тура · h2 білий король · e1 білий ферзь | f8 білий слон · d7 чорний пішак · f7 чорний пішак · d6 чорний пішак · e6 чорний король · h6 білий кінь · a5 біла тура · c5 чорний кінь · d5 чорний пішак · g5 білий пішак · b4 білий пішак · c4 чорна тура · f4 білий пішак · d3 чорний слон · e3 білий пішак · f3 білий пішак · a2 білий слон · b2 чорний кінь · d2 біла тура · h2 білий король · e1 білий ферзь | f8 білий слон · d7 чорний пішак · f7 чорний пішак · d6 чорний пішак · e6 чорний король · h6 білий кінь · a5 біла тура · c5 чорний кінь · d5 чорний пішак · g5 білий пішак · b4 білий пішак · c4 чорна тура · f4 білий пішак · d3 чорний слон · e3 білий пішак · f3 білий пішак · a2 білий слон · b2 чорний кінь · d2 біла тура · h2 білий король · e1 білий ферзь | f8 білий слон · d7 чорний пішак · f7 чорний пішак · d6 чорний пішак · e6 чорний король · h6 білий кінь · a5 біла тура · c5 чорний кінь · d5 чорний пішак · g5 білий пішак · b4 білий пішак · c4 чорна тура · f4 білий пішак · d3 чорний слон · e3 білий пішак · f3 білий пішак · a2 білий слон · b2 чорний кінь · d2 біла тура · h2 білий король · e1 білий ферзь | f8 білий слон · d7 чорний пішак · f7 чорний пішак · d6 чорний пішак · e6 чорний король · h6 білий кінь · a5 біла тура · c5 чорний кінь · d5 чорний пішак · g5 білий пішак · b4 білий пішак · c4 чорна тура · f4 білий пішак · d3 чорний слон · e3 білий пішак · f3 білий пішак · a2 білий слон · b2 чорний кінь · d2 біла тура · h2 білий король · e1 білий ферзь | f8 білий слон · d7 чорний пішак · f7 чорний пішак · d6 чорний пішак · e6 чорний король · h6 білий кінь · a5 біла тура · c5 чорний кінь · d5 чорний пішак · g5 білий пішак · b4 білий пішак · c4 чорна тура · f4 білий пішак · d3 чорний слон · e3 білий пішак · f3 білий пішак · a2 білий слон · b2 чорний кінь · d2 біла тура · h2 білий король · e1 білий ферзь | f8 білий слон · d7 чорний пішак · f7 чорний пішак · d6 чорний пішак · e6 чорний король · h6 білий кінь · a5 біла тура · c5 чорний кінь · d5 чорний пішак · g5 білий пішак · b4 білий пішак · c4 чорна тура · f4 білий пішак · d3 чорний слон · e3 білий пішак · f3 білий пішак · a2 білий слон · b2 чорний кінь · d2 біла тура · h2 білий король · e1 білий ферзь | f8 білий слон · d7 чорний пішак · f7 чорний пішак · d6 чорний пішак · e6 чорний король · h6 білий кінь · a5 біла тура · c5 чорний кінь · d5 чорний пішак · g5 білий пішак · b4 білий пішак · c4 чорна тура · f4 білий пішак · d3 чорний слон · e3 білий пішак · f3 білий пішак · a2 білий слон · b2 чорний кінь · d2 біла тура · h2 білий король · e1 білий ферзь | 3 |
| 2 | f8 білий слон · d7 чорний пішак · f7 чорний пішак · d6 чорний пішак · e6 чорний король · h6 білий кінь · a5 біла тура · c5 чорний кінь · d5 чорний пішак · g5 білий пішак · b4 білий пішак · c4 чорна тура · f4 білий пішак · d3 чорний слон · e3 білий пішак · f3 білий пішак · a2 білий слон · b2 чорний кінь · d2 біла тура · h2 білий король · e1 білий ферзь | f8 білий слон · d7 чорний пішак · f7 чорний пішак · d6 чорний пішак · e6 чорний король · h6 білий кінь · a5 біла тура · c5 чорний кінь · d5 чорний пішак · g5 білий пішак · b4 білий пішак · c4 чорна тура · f4 білий пішак · d3 чорний слон · e3 білий пішак · f3 білий пішак · a2 білий слон · b2 чорний кінь · d2 біла тура · h2 білий король · e1 білий ферзь | f8 білий слон · d7 чорний пішак · f7 чорний пішак · d6 чорний пішак · e6 чорний король · h6 білий кінь · a5 біла тура · c5 чорний кінь · d5 чорний пішак · g5 білий пішак · b4 білий пішак · c4 чорна тура · f4 білий пішак · d3 чорний слон · e3 білий пішак · f3 білий пішак · a2 білий слон · b2 чорний кінь · d2 біла тура · h2 білий король · e1 білий ферзь | f8 білий слон · d7 чорний пішак · f7 чорний пішак · d6 чорний пішак · e6 чорний король · h6 білий кінь · a5 біла тура · c5 чорний кінь · d5 чорний пішак · g5 білий пішак · b4 білий пішак · c4 чорна тура · f4 білий пішак · d3 чорний слон · e3 білий пішак · f3 білий пішак · a2 білий слон · b2 чорний кінь · d2 біла тура · h2 білий король · e1 білий ферзь | f8 білий слон · d7 чорний пішак · f7 чорний пішак · d6 чорний пішак · e6 чорний король · h6 білий кінь · a5 біла тура · c5 чорний кінь · d5 чорний пішак · g5 білий пішак · b4 білий пішак · c4 чорна тура · f4 білий пішак · d3 чорний слон · e3 білий пішак · f3 білий пішак · a2 білий слон · b2 чорний кінь · d2 біла тура · h2 білий король · e1 білий ферзь | f8 білий слон · d7 чорний пішак · f7 чорний пішак · d6 чорний пішак · e6 чорний король · h6 білий кінь · a5 біла тура · c5 чорний кінь · d5 чорний пішак · g5 білий пішак · b4 білий пішак · c4 чорна тура · f4 білий пішак · d3 чорний слон · e3 білий пішак · f3 білий пішак · a2 білий слон · b2 чорний кінь · d2 біла тура · h2 білий король · e1 білий ферзь | f8 білий слон · d7 чорний пішак · f7 чорний пішак · d6 чорний пішак · e6 чорний король · h6 білий кінь · a5 біла тура · c5 чорний кінь · d5 чорний пішак · g5 білий пішак · b4 білий пішак · c4 чорна тура · f4 білий пішак · d3 чорний слон · e3 білий пішак · f3 білий пішак · a2 білий слон · b2 чорний кінь · d2 біла тура · h2 білий король · e1 білий ферзь | f8 білий слон · d7 чорний пішак · f7 чорний пішак · d6 чорний пішак · e6 чорний король · h6 білий кінь · a5 біла тура · c5 чорний кінь · d5 чорний пішак · g5 білий пішак · b4 білий пішак · c4 чорна тура · f4 білий пішак · d3 чорний слон · e3 білий пішак · f3 білий пішак · a2 білий слон · b2 чорний кінь · d2 біла тура · h2 білий король · e1 білий ферзь | 2 |
| 1 | f8 білий слон · d7 чорний пішак · f7 чорний пішак · d6 чорний пішак · e6 чорний король · h6 білий кінь · a5 біла тура · c5 чорний кінь · d5 чорний пішак · g5 білий пішак · b4 білий пішак · c4 чорна тура · f4 білий пішак · d3 чорний слон · e3 білий пішак · f3 білий пішак · a2 білий слон · b2 чорний кінь · d2 біла тура · h2 білий король · e1 білий ферзь | f8 білий слон · d7 чорний пішак · f7 чорний пішак · d6 чорний пішак · e6 чорний король · h6 білий кінь · a5 біла тура · c5 чорний кінь · d5 чорний пішак · g5 білий пішак · b4 білий пішак · c4 чорна тура · f4 білий пішак · d3 чорний слон · e3 білий пішак · f3 білий пішак · a2 білий слон · b2 чорний кінь · d2 біла тура · h2 білий король · e1 білий ферзь | f8 білий слон · d7 чорний пішак · f7 чорний пішак · d6 чорний пішак · e6 чорний король · h6 білий кінь · a5 біла тура · c5 чорний кінь · d5 чорний пішак · g5 білий пішак · b4 білий пішак · c4 чорна тура · f4 білий пішак · d3 чорний слон · e3 білий пішак · f3 білий пішак · a2 білий слон · b2 чорний кінь · d2 біла тура · h2 білий король · e1 білий ферзь | f8 білий слон · d7 чорний пішак · f7 чорний пішак · d6 чорний пішак · e6 чорний король · h6 білий кінь · a5 біла тура · c5 чорний кінь · d5 чорний пішак · g5 білий пішак · b4 білий пішак · c4 чорна тура · f4 білий пішак · d3 чорний слон · e3 білий пішак · f3 білий пішак · a2 білий слон · b2 чорний кінь · d2 біла тура · h2 білий король · e1 білий ферзь | f8 білий слон · d7 чорний пішак · f7 чорний пішак · d6 чорний пішак · e6 чорний король · h6 білий кінь · a5 біла тура · c5 чорний кінь · d5 чорний пішак · g5 білий пішак · b4 білий пішак · c4 чорна тура · f4 білий пішак · d3 чорний слон · e3 білий пішак · f3 білий пішак · a2 білий слон · b2 чорний кінь · d2 біла тура · h2 білий король · e1 білий ферзь | f8 білий слон · d7 чорний пішак · f7 чорний пішак · d6 чорний пішак · e6 чорний король · h6 білий кінь · a5 біла тура · c5 чорний кінь · d5 чорний пішак · g5 білий пішак · b4 білий пішак · c4 чорна тура · f4 білий пішак · d3 чорний слон · e3 білий пішак · f3 білий пішак · a2 білий слон · b2 чорний кінь · d2 біла тура · h2 білий король · e1 білий ферзь | f8 білий слон · d7 чорний пішак · f7 чорний пішак · d6 чорний пішак · e6 чорний король · h6 білий кінь · a5 біла тура · c5 чорний кінь · d5 чорний пішак · g5 білий пішак · b4 білий пішак · c4 чорна тура · f4 білий пішак · d3 чорний слон · e3 білий пішак · f3 білий пішак · a2 білий слон · b2 чорний кінь · d2 біла тура · h2 білий король · e1 білий ферзь | f8 білий слон · d7 чорний пішак · f7 чорний пішак · d6 чорний пішак · e6 чорний король · h6 білий кінь · a5 біла тура · c5 чорний кінь · d5 чорний пішак · g5 білий пішак · b4 білий пішак · c4 чорна тура · f4 білий пішак · d3 чорний слон · e3 білий пішак · f3 білий пішак · a2 білий слон · b2 чорний кінь · d2 біла тура · h2 білий король · e1 білий ферзь | 1 |
|   | a | b | c | d | e | f | g | h |   |

1. … Te4 2. Ta8!   ~ 3. Te8#
1. … Se4 2. f5+ Ke5 3. f4#
1. e3-e4! ~ 2. ed5+! K:d5 3. De4#
1. … T:e4 2. L:d5+ K:d5 3. D:e4#
1. … S:e4 2. T:d5   K:d5 3. D:e4#
                 2. … Le2   3. f5# 
- — - — - — -
1. … de4 2. D: e4 S: e4 3. f5#
Тема Богданова — Сороки виражена на тлі зміни гри, варіант додаткової гри утворює парадокс Рухліса.